# Lepe
Lepe – miasto w Hiszpanii, we wspólnocie autonomicznej Andaluzja. W 2008 liczyło 25 041 mieszkańców. Znane w całym kraju jako tradycyjny obiekt wielu hiszpańskich dowcipów.

## Historia
Założone przez Rzymian, pierwszy okres świetności osiągnęło w czasie panowania arabskiego na Półwyspie Iberyjskim. Po rekonkwiście zostało przekazane templariuszom.

## Miasta partnerskie
- Lagoa (Portugalia)
- Tomelloso (Hiszpania)
- Olecko (Polska)
- Marly (Francja)